# Dwayne Jones
Dwayne Clinton Jones (Morgantown, Virginia Occidental, 9 de junio de 1983) es un exjugador de baloncesto estadounidense que se desempeña como pívot.

## Trayectoria deportiva
El 26 de enero de 2006, Jones estuvo envuelto en el trade que envió a Ricky Davis a Minnesota Timberwolves y a Wally Szczerbiak a los Boston Celtics. El 13 de octubre de 2006, fue traspasado a los Cavs a cambio de Luke Jackson.
En septiembre de 2008 firma contrato con Orlando Magic, pero fue finalmente cortado antes del comienzo de la liga, firmando por el Efes Pilsen de la liga turca. El 6 de abril de 2010 ficha por Phoenix Suns.
En junio de 2015 fue contratado por los Leones de Santo Domingo de la Liga Nacional de Baloncesto. Allí participó en 10 partidos de la serie regular, donde promedió 15,1 puntos y 15,4 rebotes por partido.
Tras su paso por República Dominicana, Dwayne llegó a Argentina para jugar en Sionista de Paraná. Allí logró 12.1 puntos por partido y capturó 13.2 rebotes en la temporada 2015-16. Tras esa temporada, fichó por Atenas de Córdoba.

## Estadísticas de su carrera en la NBA

### Temporada regular
| Año     | Equipo    | PJ | PT | MPP | %TC  | %3P  | %TL  | RPP | APP | ROB | TPP | PPP |
| ------- | --------- | -- | -- | --- | ---- | ---- | ---- | --- | --- | --- | --- | --- |
| 2005-06 | Boston    | 14 | 0  | 6.2 | .400 | .000 | .462 | 2.2 | .1  | .1  | .2  | 1.0 |
| 2006-07 | Cleveland | 4  | 0  | 4.5 | .000 | .000 | .500 | 1.5 | .0  | .0  | .0  | .8  |
| 2007-08 | Cleveland | 56 | 0  | 8.4 | .532 | .000 | .483 | 2.5 | .2  | .2  | .4  | 1.4 |
| 2008-09 | Charlotte | 6  | 0  | 8.7 | .571 | .000 | .667 | 2.0 | .0  | .0  | .2  | 2.0 |
| 2009-10 | Phoenix   | 2  | 0  | 3.5 | .000 | .000 | .000 | 1.0 | .0  | .0  | .0  | 0.0 |
| Total   | Total     | 82 | 0  | 7.8 | .508 | .000 | .494 | 2.3 | .1  | .1  | .4  | 1.3 |

### Playoffs
| Año   | Equipo       | PJ | PT | MPP | %TC  | %3P  | %TL  | RPP | APP | ROB | TPP | PPP |
| ----- | ------------ | -- | -- | --- | ---- | ---- | ---- | --- | --- | --- | --- | --- |
| 2008  | Cleveland    | 5  | 0  | 4.0 | .500 | .000 | .500 | 1.2 | .0  | .0  | .2  | .6  |
| 2010  | Phoenix      | 2  | 0  | 5.0 | .500 | .000 | .750 | 2.5 | .0  | .0  | .0  | 2.5 |
| 2013  | Golden State | 2  | 0  | 1.0 | –    | –    | –    | 0.0 | 0.0 | 0.0 | 0.0 | 0.0 |
| Total | Total        | 9  | 0  | 3.6 | .500 | –    | .667 | 1.2 | 0.0 | 0.0 | 0.1 | 0.9 |